# Irakische Fußballnationalmannschaft (U-23-Männer)
Die irakische U-23-Fußballnationalmannschaft ist eine Auswahlmannschaft irakischer Fußballspieler. Sie untersteht dem irakischen Fußballverband IFA und repräsentiert diesen international auf U-23-Ebene, etwa in Freundschaftsspielen gegen die Auswahlmannschaften anderer nationaler Verbände, bei U-23-Asienmeisterschaften sowie den Fußballturnieren der Olympischen Sommerspiele und der Asienspiele.
Bisher konnte sich die Mannschaft zweimal für das olympische Fußballturnier qualifizieren. 2004 erreichte sie bei ihrer ersten Teilnahme den vierten Platz. An der U-23-Asienmeisterschaft nahm der Irak dreimal teil und wurde gleich bei der ersten Austragung 2014 Asienmeister. Bei den Asienspielen konnte 2006 die Silbermedaille gewonnen werden.
Spielberechtigt sind Spieler, die ihr 23. Lebensjahr noch nicht vollendet haben und die irakische Staatsangehörigkeit besitzen.

## Bilanzen
| Olympische Spiele - 1992: Nicht teilgenommen - 1996 bis 2000: Nicht qualifiziert - 2004: Vierter - 2008 bis 2012: Nicht qualifiziert - 2016: Gruppenphase U-22-/23-Asienmeisterschaften - 2014: Erster - 2016: Dritter - 2018: Viertelfinale - 2020: Qualifiziert | Asienspiele - 2002: Nicht teilgenommen - 2006: Zweiter - 2010: Nicht teilgenommen - 2014: Dritter - 2018: Zurückgezogen |